# Kurów
Kurów es una villa polaca atravesada por el Río Kurówka que cuenta con una población de aproximadamente 2800 habitantes. 
Esta villa fue fundada en el siglo XII, más concretamente en el año 1185. Para llegar se puede utilizar la carretera europea E372, o las carreteras regionales S12 y S17.
Entre 1431 y 1442, obtuvo los derechos de la ley de Magdeburgo. Como ciudad privada, albergaba una feria de productos alimenticios para los alrededores así como de los manufacturas de forros y pieles. Desde siglo XVI, fue uno de los centros del calvinismo, hasta 1660 cuando la mayoría de los habitantes se convirtieron al arrianismo.
Al principio de la Segunda Guerra Mundial, el 9 de septiembre de 1939, fue bombardeada duramente por la Luftwaffe. Los bombardeos destruyen, en particular, un hospital civil. Durante la guerra, Alemania estableció dos campos de trabajo forzados a los alrededores. En 1942 se establece un pequeño gueto, pero la mayoría de los presos logran a escaparse e incorporarse a la resistencia de los bosques circundantes. El turismo es atraído por una iglesia del renacimiento (1692) con una tumba de la familia Zbąski y las esculturas de Santi Gucci. Es también el lugar de nacimiento del general Wojciech Jaruzelski.